# Мугреевская волость
Мугре́евская во́лость — нижняя административно-территориальная единица в составе Шуйского уезда Иваново-Вознесенской губернии РСФСР (1921—1924), Вязниковского уезда Владимирской губернии (до 1921 года) Российской империи и РСФСР. Волостной центр — село Мугре́ево-Нико́льское. Упразднена в 1924 году.
Ныне территория Палехского и
Южского районов Ивановской области России.

## История
В 1921 году в состав вновь образованного Иваново-Вознесенского уезда переданы из Вязниковского уезда Вареевская, Груздевская, Мугреевская, Палехская и Южская волости. В 1924 году произведено укрупнение волостей.

## Состав
По данным на 1905 год входили 37 населённых пунктов
- Боброво
- Быково
- Ванюково
- Взвоз
- Высоково
- Зеленино
- Зименки
- Катаиново (ныне Китайново)
- Костяево
- Кочерино
- Крапивново
- Легково
- Лукино
- Максимово
- Малая Ламна
- Михалево
- Могучево
- Мугреево-Дмитриевское
- Мугреево-Никольское — волостной центр
- Олтухово
- Остапово
- Павловское
- Подлесново
- Потанино
- Родионово
- Сереново
- Скоряково
- Тельпино
- Ухолово
- Филютино
- Хлестово
- Хмельниково
- Хохулина
- Черемисино
- Чеусово
- Шеверниха
- Шестово